# Riječani (Bośnia i Hercegowina)
Riječani (cyr. Ријечани) – wieś w Bośni i Hercegowinie, w Republice Serbskiej, w gminie Laktaši. W 2013 roku liczyła 124 mieszkańców.